# Élections législatives de 1997 en Corse-du-Sud
Les élections législatives françaises de 1997 se déroulent les 25 mai et 1er juin 1997. Dans le département de la Corse-du-Sud, deux députés sont à élire dans le cadre de deux circonscriptions.

## Élus
| Circonscription | Député sortant           | Parti | Parti    | Député élu ou réélu      | Parti | Parti    |
| --------------- | ------------------------ | ----- | -------- | ------------------------ | ----- | -------- |
| 1re             | José Rossi               |       | UDF (PR) | José Rossi               |       | UDF (PR) |
| 2e              | Jean-Paul de Rocca Serra |       | RPR      | Jean-Paul de Rocca Serra |       | RPR      |

## Résultats

### Résultats à l'échelle du département
| Parti          | Parti                              | Premier tour | Premier tour | Second tour | Second tour | Sièges |
| Parti          | Parti                              | Voix         | %            | Voix        | %           | Sièges |
| -------------- | ---------------------------------- | ------------ | ------------ | ----------- | ----------- | ------ |
|                | Union pour la démocratie française | 9 394        | 19,80        | 12 509      | 22,85       | 1      |
|                | Rassemblement pour la République   | 6 772        | 14,28        | 10 738      | 19,61       | 1      |
|                | Divers droite                      | 7 324        | 15,44        | 10 249      | 18,72       | 0      |
|                | La Droite indépendante             | 1 920        | 4,05         |             |             | 0      |
|                | Droite parlementaire               | 25 410       | 53,56        | 33 496      | 61,17       | 2      |
|                |                                    |              |              |             |             |        |
|                | Parti communiste français          | 8 056        | 16,98        | 9 798       | 17,89       | 0      |
|                | Divers gauche dont MDC             | 5 491        | 11,57        | 11 461      | 20,93       | 0      |
|                | Parti socialiste                   | 1 875        | 3,95         |             |             | 0      |
|                | Les Verts                          | 897          | 1,89         | 0           |             |        |
|                | Gauche plurielle                   | 16 319       | 34,40        | 21 259      | 38,83       | 0      |
|                |                                    |              |              |             |             |        |
|                | Front national                     | 3 639        | 7,67         |             |             | 0      |
|                | Régionaliste                       | 1 492        | 3,15         | 0           |             |        |
|                | Génération écologie                | 579          | 1,22         | 0           |             |        |
|                |                                    |              |              |             |             |        |
| Inscrits       | Inscrits                           | 79 263       | 100,00       | 79 242      | 100,00      | 2      |
| Abstentions    | Abstentions                        | 30 330       | 38,27        | 22 734      | 28,69       |        |
| Votants        | Votants                            | 48 933       | 61,73        | 56 508      | 71,31       |        |
| Blancs et nuls | Blancs et nuls                     | 1 494        | 3,05         | 1 753       | 3,1         |        |
| Exprimés       | Exprimés                           | 47 439       | 96,95        | 54 755      | 96,9        |        |

### Résultats par circonscription

#### Première circonscription (Ajaccio)
| Candidat       | Candidat                 | Parti              | Premier tour | Premier tour | Second tour | Second tour |  |
| Candidat       | Candidat                 | Parti              | Voix         | %            | Voix        | %           |  |
| -------------- | ------------------------ | ------------------ | ------------ | ------------ | ----------- | ----------- |  |
|                | José Rossi sortant réélu | UDF (PR)           | 9 394        | 44,85        | 12 509      | 52,19       |  |
|                | Simon Renucci            | CSD (PS)           | 5 259        | 25,11        | 11 461      | 47,81       |  |
|                | Paul-Antoine Luciani     | PCF                | 2 728        | 13,02        |             |             |  |
|                | Louis Deluca             | FN                 | 1 896        | 9,05         |             |             |  |
|                | François Alfonsi         | Régionaliste (UPC) | 789          | 3,77         |             |             |  |
|                | François Buteau          | Les Verts          | 586          | 2,8          |             |             |  |
|                | Sandra Petrou            | GÉ                 | 293          | 1,4          |             |             |  |
|                |                          |                    |              |              |             |             |  |
| Inscrits       | Inscrits                 | Inscrits           | 37 090       | 100,00       | 37 072      | 100,00      |  |
| Abstentions    | Abstentions              | Abstentions        | 15 305       | 41,26        | 12 166      | 32,82       |  |
| Votants        | Votants                  | Votants            | 21 785       | 58,74        | 24 906      | 67,18       |  |
| Blancs et nuls | Blancs et nuls           | Blancs et nuls     | 840          | 3,86         | 936         | 3,76        |  |
| Exprimés       | Exprimés                 | Exprimés           | 20 945       | 96,14        | 23 970      | 96,24       |  |

#### Deuxième circonscription (Sartène - Porto-Vecchio)
| Candidat       | Candidat                               | Parti              | Premier tour | Premier tour | Second tour | Second tour |  |
| Candidat       | Candidat                               | Parti              | Voix         | %            | Voix        | %           |  |
| -------------- | -------------------------------------- | ------------------ | ------------ | ------------ | ----------- | ----------- |  |
|                | Jean-Paul de Rocca Serra sortant réélu | RPR                | 6 772        | 25,56        | 10 738      | 34,88       |  |
|                | Denis de Rocca Serra                   | Divers droite      | 6 452        | 24,35        | 10 249      | 33,29       |  |
|                | Dominique Bucchini                     | PCF                | 5 328        | 20,11        | 9 798       | 31,83       |  |
|                | Jérôme Polverini                       | LDI (MPF)          | 1 920        | 7,25         |             |             |  |
|                | Marie-Jeanne Boschi Andreani           | PS                 | 1 875        | 7,08         |             |             |  |
|                | Jean-Baptiste Paccini                  | FN                 | 1 743        | 6,58         |             |             |  |
|                | François Musso                         | Divers droite      | 872          | 3,29         |             |             |  |
|                | Jacques Fieschi                        | Régionaliste (UPC) | 703          | 2,65         |             |             |  |
|                | Françoise Bègue Tramoni                | Les Verts          | 311          | 1,17         |             |             |  |
|                | Ange-Marie Acevedo                     | GÉ                 | 286          | 1,08         |             |             |  |
|                | François Filoni                        | MDC                | 232          | 0,88         |             |             |  |
|                |                                        |                    |              |              |             |             |  |
| Inscrits       | Inscrits                               | Inscrits           | 42 173       | 100,00       | 42 170      | 100,00      |  |
| Abstentions    | Abstentions                            | Abstentions        | 15 025       | 35,63        | 10 568      | 25,06       |  |
| Votants        | Votants                                | Votants            | 27 148       | 64,37        | 31 602      | 74,94       |  |
| Blancs et nuls | Blancs et nuls                         | Blancs et nuls     | 654          | 2,41         | 817         | 2,59        |  |
| Exprimés       | Exprimés                               | Exprimés           | 26 494       | 97,59        | 30 785      | 97,41       |  |